# Hos Herren får vi alla
Hos Herren får vi alla är en psalm med text och musik skriven 1981 av Lennart Jernestrand.

## Publicerad i
- Segertoner 1988 som nr 388 under rubriken "Den kristna gemenskapen - Församlingen".[1]